# Barbara Garrick
Barbara Garrick (Los Angeles, 3 dicembre 1965) è un'attrice statunitense.

## Filmografia parziale

### Cinema
- Cartoline dall'inferno (Postcards from the Edge), regia di Mike Nichols (1990)
- Il socio (The Firm), regia di Sydney Pollack (1993)
- Insonnia d'amore (Sleepless in Seattle), regia di Nora Ephron (1993)
- Jumper - Senza confini (Jumper), regia di Doug Liman (2008)
- L'amore impossibile di Fisher Willow, regia di Jodie Markell (2008)
- Coppia diabolica (The Devil You Know), regia di James Oakley (2013)
- Quel momento imbarazzante (That Awkward Moment), regia di Tom Gormican (2014)
- Mi stai ammazzando, Susana (Me estás matando, Susana), regia di Roberto Sneider (2016)

### Televisione
- Tales of the City – miniserie TV, regia di Alastair Reid, 6 puntate (1993)
- More Tales of the City – miniserie TV, regia di Pierre Gang, 6 puntate (1998)
- Sex and the City – serie TV, episodio 3x03 (2000)
- Further Tales of the City – miniserie TV, regia di Pierre Gang, 3 puntate (2001)
- Tales of the City – miniserie TV, 6 puntate (2019)
- Bull – serie TV, episodio 4x14 (2020)

## Doppiatrici italiane
Nelle versioni in italiano delle opere in cui ha recitato, Barbara Garrick è stata doppiata da:
- Mirta Pepe in Bull, Tales of the City
- Anna Rita Pasanisi ne Il socio
- Serena Verdirosi ne Insonnia d'amore
- Cinzia De Carolis in Sex and the City
- Daniela Calò in Law & Order: Unità vittime speciali (ep. 5x05)
- Luisa Ziliotto in Law & Order: Criminal Intent (ep. 1x09)